# Diocesi di Brechin
La diocesi di Brechin (in latino Dioecesis Brechinensis) è una sede soppressa della Chiesa cattolica in Scozia.

## Territorio
La diocesi si estendeva nella parte orientale della Scozia.
Sede vescovile era la città di Brechin, nell'attuale area di governo locale di Angus, dove fungeva da cattedrale la chiesa della Santissima Trinità.

## Storia
Incerte sono le origini della diocesi. Almeno dal X secolo, Brechin era sede di un monastero, la cui chiesa, dedicata alla Trinità, fu fondata tra il 970 e il 975 durante l'episcopato di Cellach di Saint Andrews, da cui all'epoca dipendeva Brechin. È probabile che le chiese che in seguito formeranno la diocesi erano state fondate e dipendevano dall'abbazia di Brechin.
In mancanza di fonti coeve, si attribuisce la fondazione della diocesi a metà del XII secolo durante il regno di Davide I (1124-1153), che si impegnò per riorganizzare la Chiesa scozzese sul modello di quella romana. Il primo vescovo conosciuto è Samson, che appare nei documenti prima della morte del re Davide (24 maggio 1153).
La diocesi è documentata in seguito in una lettera di papa Adriano IV del 1155 scritta ai vescovi della Scozia, invitandoli a sottomettersi al metropolita di York. I vescovi accettarono generalmente questa disposizione, ma mantennero di fatto la propria indipendenza nei confronti della Chiesa inglese, finché papa Clemente III (1187-1191) non riconobbe ufficialmente lo statu quo rendendo tutte le diocesi scozzesi immediatamente soggette alla Santa Sede.
Il capitolo della cattedrale di Brechin era composto di cinque dignità: decano, arcidiacono, cancelliere, cantore e tesoriere. A differenza della altre diocesi scozzesi, quella di Brechin non era suddivisa in decanati rurali, probabilmente perché il suo territorio era molti ristretto, compreso tra le sedi di Saint Andrews, di Aberdeen e forse di Dunkeld.
Il 17 agosto 1472 entrò a far parte della provincia ecclesiastica di Saint Andrews.
L'ultimo vescovo cattolico fu John Sinclair, morto nel 1566. Gli succedette Alexander Campbell, primo vescovo della Chiesa episcopale scozzese.
Oggi Brechin fa parte della diocesi di Dunkeld.

## Cronotassi dei vescovi
- Samson † (prima del 24 maggio 1153 - dopo il 1165)
- Turpin † (1178 - ?)
- Ralph † (1198 o 1199 - 1218 deceduto)
- Gregory † (15 dicembre 1218 - dopo il 1242 deceduto)
- Albin † (19 luglio 1246 - 1269 deceduto)
- William de Kilconcath, O.P. † (24 maggio 1275 - 1295 ? deceduto)
- Nicholas † (21 gennaio 1297 - ?)
- John de Kininmund † (1º giugno 1298 - circa 1328 deceduto)
- Adam de Moray † (31 ottobre 1328 - 1348 deceduto)
- Philip Wilde † (17 febbraio 1350 - dopo il 16 marzo 1651 deceduto)
- Patrick de Leuchars, O.S.A. † (17 novembre 1351 - ? dimesso)
- Stephen de Cellario † (12 giugno 1383 - ? deceduto)
- Walter Forrester † (26 novembre 1407 - ? deceduto)
- John de Crannach † (7 giugno 1426 - ? deceduto)
- George Shoreswood † (8 marzo 1454 - 1460)
- Patrick Graham † (11 maggio 1463 - 15 dicembre 1465 nominato vescovo di Saint Andrews)
- John Balfour † (15 dicembre 1465 - ? dimesso)
- William Meldrum † (4 luglio 1488 - ?)
- John Hepburn † (1517 - agosto 1558 deceduto)
  - Sede vacante (1558-1565)
- John Sinclair † (7 settembre 1565 - aprile 1566 deceduto)